# Mami Kudō
Mami Kudō (工藤 真実, Kudō Mami) est une athlète japonaise, née le 17 juillet 1964, adepte de la course d'ultrafond, détentrice du record du monde des 24 heures sur piste en 2011 et des 48 heures sur route en 2011. Elle remporte également le championnat du monde des 24 heures IAU en 2013.

## Biographie
Mami Kudo est détentrice du record du monde des 24 heures sur piste de l'Ultramarathon de Soochow en 2011 avec 255,3 km, et des 48 heures sur route d'Athènes en 2011 avec 368,7 km. Elle remporte également le championnat du monde des 24 heures IAU de Steenbergen en 2013, et les 48 heures pédestres de Surgères en 2009.

## Records personnels
Statistiques de Mami Kudo d'après la Deutsche Ultramarathon-Vereinigung (DUV) :
- 50 km piste : 4 h 7 min 42 s aux 24 h Ultramarathon de Soochow en 2011 (50 km split)
- 100 km route : 7 h 48 min 5 s aux championnats du monde des 100 km de Seregno en 2012
- 6 heures piste : 72,400 km aux 24 h Ultramarathon de Soochow en 2010 et 2011 (6 h split)
- 12 heures piste : 141,200 km aux 24 h Ultramarathon de Soochow en 2011 (12 h split)
- 24 heures piste : 255,303 km aux 24 h Ultramarathon de Soochow en 2011
- 48 heures piste : 385,130 km aux 48 h pédestres de Surgères en 2009